# George Watt
Pour les articles homonymes, voir Watt (homonymie).
Sir George Watt (1851-1930) est un professeur de botanique britannique qui fut également reporter et rédacteur.

## Biographie
Il est né dans l'Aberdeenshire en Écosse. Il fréquenta à la fois l'université d'Aberdeen et celle de Glasgow, obtenant finalement un diplôme de docteur en médecine. Il accepta un poste aux Indes britanniques, ce qui lui permit d'assouvir son intérêt pour la botanique.
Son Dictionary of the Commercial Products of India (Dictionnaire des produits commerciaux de l'Inde) en dix volumes (1889-1890) est peut-être la plus grande compilation, tant par son étendue que par sa profondeur, jamais réalisée des plantes commerciales de l'Inde. Cet ouvrage comprend aussi la description de plantes non cultivées.
Il est mort à Lockerbie en Écosse.

## Liste partielle des publications
- Dictionary of the Commercial Products of India, 1889-1890, 10 volumes, Calcutta et Londres.